# Giovanni Antonio Acquaviva d'Aragona
Giovanni Antonio Acquaviva d'Aragona (falecido em 1525) foi um prelado católico romano que serviu como Bispo de Lecce (1517–1525) e Bispo de Alessano (1512–1517).

## Biografia
No dia 3 de março de 1512, Giovanni Antonio Acquaviva d'Aragona foi nomeado pelo Papa Júlio II como Bispo de Alessano. A 18 de maio de 1517, foi nomeado pelo Papa Leão X como Bispo de Lecce. d'Aragona serviu como bispo de Lecce até à sua morte em 1525.